# Riu de Saldes
El riu de Saldes, també anomenat riera de saldes o riu d'Eina, neix al terme municipal de Saldes, a la comarca catalana del Berguedà. És afluent de capçalera del riu Llobregat a la serralada dels Pirineus. El vessant nord de la conca hidrogràfica del riu de Saldes (marge esquerre del riu) resta inclosa dins el Parc Natural del Cadí-Moixeró (1983) i del Paratge Natural d'Interès Nacional del Massís del Pedraforca (1982).
Travessa els municipis de Saldes, Gisclareny, Vallcebre i Guardiola de Berguedà.
Etim.: Del llatí Salices "salzes" com ho mostren les mencions més antigues. Ja ho digué M-Lübke (BDC xi), sense donar bona explicació de la -d- enlloc de la -z- del català normal, ja ben explicada […] No cal dir que els salzes abunden al llarg del riu del seu nom, des d'on neix, al peu del serrat en el qual s'alçava el castell, i avui hi resta el nucli principal de les cases del poble.

## Recorregut

### Naixement
El riu neix sota els cims de la serra d'Ensija (vessant nord del cim de la Gallina Pelada) serralada dels Pirineus, on recull les aigües de diversos canals i torrents, situats a una altitud de 2.200 m, que s'ajunten amb el torrent de Roques Blanques.
El riu de Saldes inicia el seu rumb cap a l'est a prop del coll de la Trapa, aigües amunt de la confluència de la Riera Salada, que recull les aigües provinents de la serra d'Ensija. Més endavant s'hi ajunta el torrent de Gresolet, que agrupa els torrents que baixen de la serra del Cadí i del Pedraforca.

### Afluència
El riu s'uneix al Llobregat a l'alçada de la central hidroelèctrica del Collet, a prop del Pont Vell i el castell de Guardiola (707 m), més avall del nucli urbà de Guardiola de Berguedà.

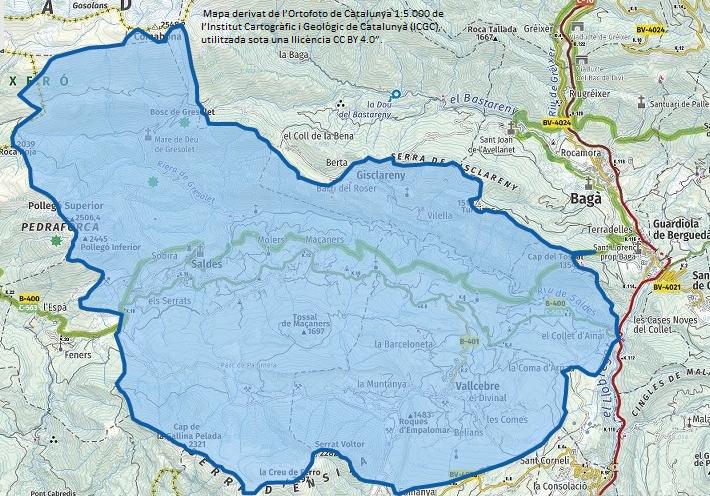
Riu de Saldes. Conca hidrogràfica

## Conca hidrogràfica
La conca del riu de Saldes abasta una àrea aproximada de 101 km². Entre el naixement i l'afluència al riu Llobregat aplega rieres i torrents importants. Pel seu marge esquerre (nord) hi aflueixen la riera de Gresolet, el torrent de ca l'Estevenó i el torrent de l'Avellanosa. Pel marge dret (sud) el torrent de Roques Blanques, l'Aigua Salada, el torrent de Vallcebre i el de Bosoms.

### Orografia
El riu de Saldes recull les aigües d'una extensa superfície muntanyenca que va d'oest a est des del coll de la Trapa i la vall del Llobregat, pel nord abasta els vessants sud-orientals de la serra del Cadí i la serra de Gislareny i cap al sud, el vessant nord de la serra de d'Ensija i els cingles de Vallcebre. La conca del riu Saldes és envoltada per cims com el Pedraforca (2.506 m), Comabona (2.548 m), Cap de la Gallina Pelada (2.321 m) i Serrat Voltor (2.282 m).

### Hidrografia

#### L'Aigua Salada
La riera de l'Aigua Salada neix al vessant nord de Serra d'Ensija, sobre la Pleta de la Vila, en una clotada en mig del bosc a 1.710 m d'altitud. S'ajunta amb el riu de Saldes al molí de la Palanca (1.108 m). La causa de la salinitat que dona nom a la riera rau en els materials geològics que es troben a les seves fonts. El torrent surt de la base d'un talús d'uns cinc metres d'alçada en forma de brollador de fort corrent. Les roques on neix són guixos del triàsic de colors grisos, marrons, vermells i blancs, barrejats amb els guixos hi ha sal mineral (halita). Quan l'aigua d'infiltració travessa aquestes capes de guixos, dissol la sal i la transporta cap a l'exterior.
Es tracta d'un tipus d'aigua corrent únic a la comarca, essent una aigua tèrbola per la quantitat de materials en suspensió que porta. Els organismes que habiten en aquest corrent són també singulars. L'aigua s'havia utilitzat per moure els molins de la Palanca, de les Flors i de les Llenes. Des de Palomera surt un itinerari que arriba fins a la riera.

#### Riera de Gresolet
Les aigües que provenen de la serra del Cadí, en arribar a la zona de Gresolet s'uneixen per formar la riera de Gresolet. La riera de Gresolet concentra les aigües de les canals de la cara nord del Pedraforca, torrents del Riambau, Gerdera, de les Molleres i Grevoleda, i els que li venen del nord (Cadí), torrents de Paller, Palomar, Comabona i Llúria. S'uneix al riu de Saldes a l'indret del Molí de Baix (951 m). La riera proporciona una gran frescor en època estival. Al llarg del seu recorregut es poden trobar restes d'antics molins.